# Artfjället
Artfjället (Aartege på sydsamiska) är ett fjällområde i Vindelfjällen, väster om Umeälven. Fjällområdet fortsätter in i Norge och ligger i nära anslutning till Okstindene. Artfjället är känt för sin rika flora. Högsta topp är Brakkonnjuone 1471 m ö.h.